# Ingried Brugger

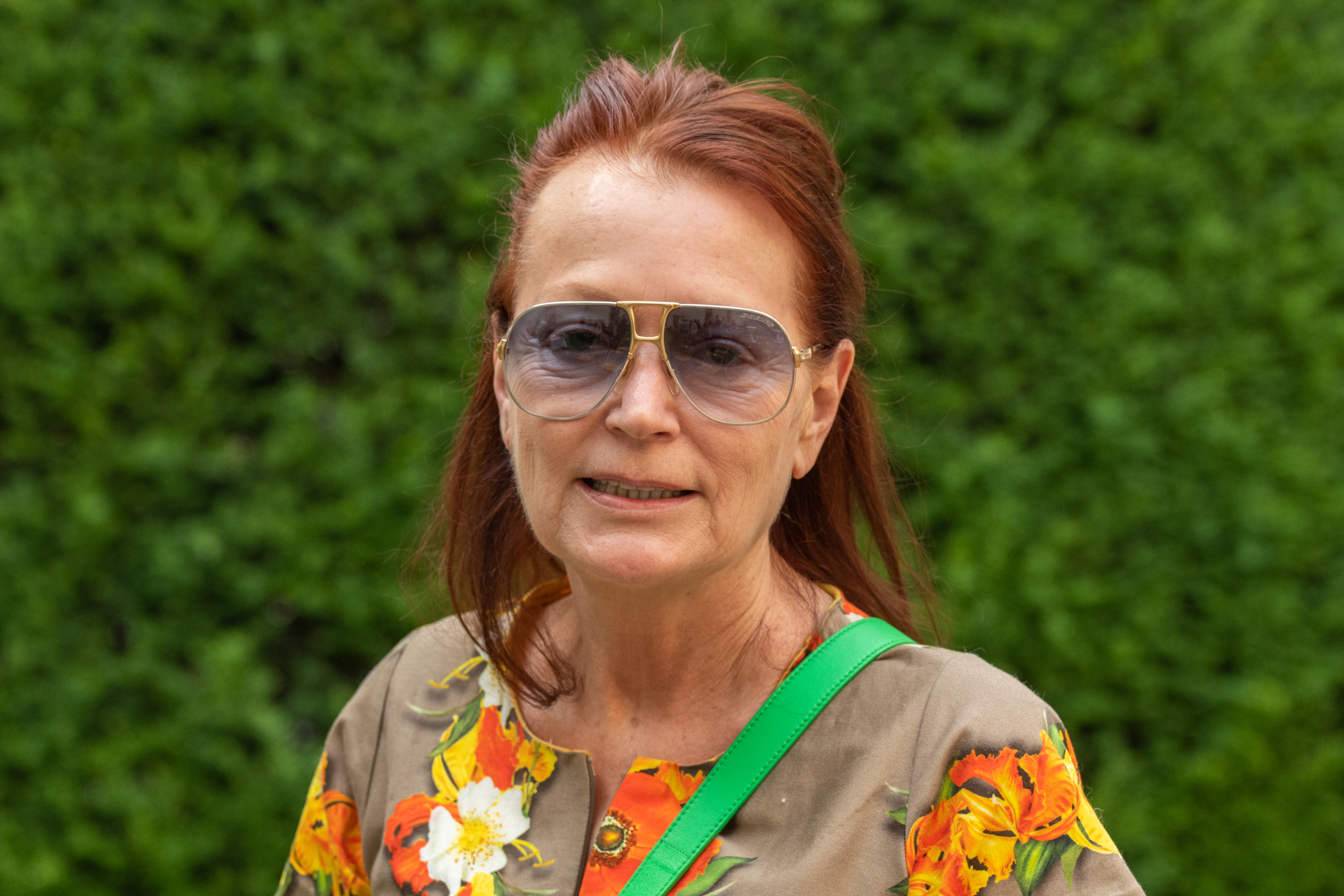
Ingried Brugger (2022)

Ingried Brugger (* 1960 in Zell am See) ist eine österreichische Kunsthistorikerin, Museumsleiterin und Modedesignerin. Sie ist seit 2000 geschäftsführende Direktorin des Bank Austria Kunstforums in Wien.

## Leben
Ingried Brugger, Tochter des Bundesforste-Angestellten Karl Brugger († 2018), studierte Kunstgeschichte und Germanistik an der Universität Wien und der Freien Universität Berlin sowie Architektur an der Technischen Universität Wien. In ihrer Dissertation untersuchte sie den „Einfluss der venezianischen Malerei auf die Malerei nördlich der Alpen zwischen 1580 und 1620“. Nach dem Studium gehörte sie zu den Mitgründern der Galerie Orbis Parvus. 1988 begann sie als Kuratorin am Kunstforum Wien (heute: Bank Austria Kunstforum) zu arbeiten. Sie war Redakteurin der Zeitschrift Kunstpresse. Seit 2000 leitet sie das Bank Austria Kunstforum.
Brugger ist Leiterin der Bank-Austria-eigenen Sammlung Fotografis und Mitglied der Expertenkommission der Bank-Austria-Kunstsammlung. Von 2004 bis 2007 war Brugger Universitätsrätin an der Kunstuniversität Linz, seit 2008 ist sie Universitätsrätin an der Akademie der Bildenden Künste Wien. Seit 2008 ist sie Vorstandsmitglied der Interessensgemeinschaft österreichischer Museen und Ausstellungshäuser.
Brugger ist mit dem Künstler Christian Ludwig Attersee verheiratet und wohnt in Wien.

## Wirken

### Ausstellungen
Seit Brugger die Direktion des Bank Austria Kunstforums übernommen hat, hat sie zahlreiche Ausstellungen selbst oder in Kooperation konzipiert. Darunter waren Themenausstellungen zur Architektur in Zentraleuropa (2001), zum Prinzip Prominenz (2006), zum Eros in der Kunst der Moderne (2007), Futurismus(2003), Symbolismus in Belgien (2007/2008), Impressionismus (2002/2003), zu Abstrakter Malerei (2008) und Stillleben (2010). Einen wichtigen Raum nimmt die Kunst der Klassischen Moderne ein. Die in Kooperation mit dem Berliner Martin Gropius Bau produzierte Ausstellung Frida Kahlo (2010) war die bestbesuchte in der Geschichte des Hauses. 
Andere Präsentationen zeigten das Werk von Pablo Picasso (2000), Joan Miró (2001), Kasimir Malewitsch (2001), Emil Nolde (2001/2002), Kurt Schwitters (2002), Wassily Kandinsky (2004), Tamara de Lempicka (2004/2005), René Magritte (2005), Marc Chagall (2006/2007), Georges Braque (2008/09) und Werke von Dalí bis Francis Bacon aus der Sammlung Ulla und Heiner Pietzsch. 2003/2004 warf sie mit einer Personale von Roy Lichtenstein und 2005 mit einer für Willem de Kooning einen Blick auf Pop Art und amerikanische Avantgarde. Zentrale Figuren der österreichischen Malerei waren in ihrem Programm Arnulf Rainer (2000), Adolf Frohner (2001) und Christian Ludwig Attersee (2005). Zeitgenössische Positionen waren u. a. monographische Ausstellungen von Anna Jermolaewa und Markus Lüpertz (2006), Dan Perjovschi und Nedko Solakov (2007), Stefan Sandner (2008), Bertram Hasenauer (2009) und Birgit Jürgenssen (2010).
Als Kuratorin und Autorin ist Brugger Herausgeberin von Publikationen im Bereich der Kunst des 20. und 21. Jahrhunderts.

### Modedesign
Im Jahr 2010 gründete Brugger das Modelabel „Ingried Brugger“.

## Schriften

### Herausgeberin
- Frida Kahlo. Retrospektive (mit Florian Steininger, Helga Prignitz-Poda). Prestel, München 2010,
- Augenschmaus. Vom Essen im Stillleben (mit Heike Eipeldauer). Prestel, München 2010,
- Georges Braque (mit Heike Eipeldauer, Caroline Messensee). Hatje Cantz, Ostfildern 2008,
- FOTOGRAFIS Collection Reloaded. Jung und Jung Verlag, Salzburg 2008,
- Monet – Kandinsky – Rothko und die Folgen. Wege der abstrakten Malerei (mit Florian Steiniger). Edition Minerva, München 2008,
- Der Kuss der Sphinx. Symbolismus in Belgien (mit Evelyn Benesch, Michel Draguet). Deutscher Kunstverlag, Friedrichstein 2007,
- Marc Chagall. Meisterwerke 1908–1922 (mit Evelyn Benesch). Deutscher Kunstverlag, Friedrichstein 2006,
- Markus Lüpertz (mit Florian Steiniger). Edition Minerva, München 2006,
- Verrückte Liebe. Von Dali bis Francis Bacon (mit Evelyn Benesch). Wien 2006,
- Superstars. Das Prinzip Prominenz (mit Heike Eipeldauer, Gerald Matt). Hatje Cantz, Ostfildern 2005,
- Tamara de Lempicka. Femme fatale des Art déco (mit Alan Blondel). Hatje-Cantz, Ostfildern 2004,
- Attersee. Die Liebe, das Haus und der Ring. Hatje Cantz, Ostfildern 2005,
- Willem de Kooning (mit Florian Steininger). Palace Editions, München 2005,
- Wassily Kandinsky. Der Klang der Farbe (mit Evelyn Benesch, Sabine Fehlemann). Palace Editions, Formio 2004,
- Roy Lichtenstein (mit Florian Steininger). Edition Minerva, München 2003,
- Im Bann der Moderne: Picasso, Chagall, Jawlensky. Die Privatsammlung Im Obersteg (mit Toni Stooss). Jung und Jung, Salzburg 2003,
- Futurismus. Radikale Avantgarde (mit Evelyn Benesch). Edizioni Gabriele Mazzotta, Mailand 2003,
- Impressionismus: Amerika – Frankreich – Russland (mit Evelyn Benesch, Jewgenia Petrowa, Joseph Kiblitsky). Palace Editions, Formia 2002,
- Karel Appel (mit Florian Steininger). Jung und Jung, Salzburg 2002,
- Kurt Schwitters (mit Siegfried Gohr, Gunda Lyken). Jung und Jung, Salzburg 2002,
- Kasimir Malewitsch (mit Joseph Kiblitsky). Palace Editions, Formia 2001,
- Emil Nolde und die Südsee (mit Johann Georg Prinz von Hohenzollern, Manfred Reuther). Hirmer, München 2001,
- Miró. Später Rebell (mit Evelyn Benesch). Edition Minerva, München 2001,
- Adolf Frohner. Verteidigung der Mitte (mit Gabriela Fritz). Edition Minerva, München 2001,
- Arnulf Rainer. Bilder.Gegen.Bilder. Wien 2000
- Picasso. Figur und Porträt (mit Götz Adriani, Evelyn Benesch). Edition Minerva, München 2000,
- Jahrhundert der Frauen. Vom Impressionismus bis zur Gegenwart. Residenz, Salzburg 1999, S. 21–43
- Rot in der russischen Kunst (mit Joseph Kiblitsky, Jewgenia Petrowa, Klaus Albrecht Schröder). Skira Editore, Mailand 1998,
- Kunst und Wahn (mit Peter Gorsen, Klaus Albrecht Schröder). Dumont, Köln 1997,
- Herbert Boeckl (mit Klaus Albrecht Schröder). Prestel-Verlag, München 1994,
- Das Jahrzehnt der Malerei. Österreich 1980–1990 (mit Klaus Albrecht Schröder). Wien 1991
- Modefotografie von 1900 bis heute. Wien 1990

### Aufsätze und Essays
- Viva la Vida. Zum 100. Geburtstag der mexikanischen Künstlerin Frida Kahlo, in: Spektrum, Wien, Juni 2007
- Amouren auf Papier, in: Walter Schmögner. Erotische Arbeiten. Galerie Hofstätter, Wien 2001,
- Der Künstler ist ein Erfinder, in: Christian Ludwig Attersee. Malerei 1980 bis 2000, Sankt Petersburg 2000
- Dramaturgie der Irren-Inszenierung, in: Ebenbilder, Bonn 2000
- Realismus mit Brüchen, in: Helmut Ditsch, Wien 2000, S. 10–13
- Die Brücke – Stil und Entwicklung, in: Die Brücke. Hrsg.: Magdalena M. Moeller, Firmer, München 1995, S. 9–27
- Paris zwischen den Kriegen, in: Meisterwerke aus dem Guggenheim. Hrsg.: Klaus Albrecht Schröder, New York 1994, S. 81–92
- Die Auffindung und Prüfung des Hl. Kreuzes durch Kaiserin Helena. Zu einem wieder aufgefundenen Frühwerk Hans von Aachens, in: Artibus et Historie, 28, 1993, S. 113–130
- Lovis Corinth. Biographie, in: Lovis Corinth. Hrsg.: Klaus Albrecht Schröder, Prestel, München 1992, S. 206–223
- Larve und „Stille Frau“, in: Oskar Kokoschka und Alma Mahler. Die Puppe, Epilog einer Passion, Frankfurt am Main, 1992, S. 69–79
- Das Genreporträt im Biedermeier, in: Wiener Biedermeier. Malerei zwischen Wiener Kongreß und Revolution. Hrsg.: Gerbert Frodl und Klaus Albrecht Schröder, Prestel, München 1992, S. 9–37
- Wesen mit Wesen streitend. Die Dresdner Werkgruppe 1916–1923, in: Oskar Kokoschka. Hrsg.: Klaus Albrecht Schröder und Johann Winkler, Prestel, München 1991, S. 19–29.

## Auszeichnungen (Auswahl)
- 2024: Goldenes Verdienstzeichen des Landes Wien[4]